# Blerta Zeqiri
Blerta Zeqiri (nascuda el 1979) és una directora de cinema de Kosovo. El seu treball se centra principalment en persones desaparegudes i drets del col·lectiu LGBT.
Zeqiri va néixer el 1979 a Kosovo i va créixer a Suva Reka. Quan era adolescent, era una artista de hip-hop a Kosovo. El 1999, ella i la seva família van escapar d'una massacre a la seva ciutat natal durant la Guerra de Kosovo; Posteriorment, Zeqiri va emigrar aquell any a França, com a refugiada de la guerra.
El 2004, Zeqiri va codirigir el curtmetratge "Exit". Va dirigir el curtmetratge "The Return" ("Kthimi"), que es va rodar en tres dies i tractava d'una parella que es reuneix després de la guerra de Kosovo. La pel·lícula va guanyar el Premi del Jurat de Curtmetratge, Ficció Internacional al Festival de Cinema de Sundance el 2012. El seu llargmetratge de debut, The Marriage ("Martesa"), es va estrenar el 2018 i es va centrar en els drets LGBT. The Marriage va ser dirigit per Zeqiri i co- escrit per ella i Kreshnik Berisha, la seva parella. El 2018, Kosovo va seleccionar la pel·lícula com la presentació del seu país per als Premis Oscar millor categoria de pel·lícules en llengua estrangera.
El 2019, va ser guardonada com a Cavaller de l'Orde de les Arts i les Lletres de França.